# Magrão (futebolista)
Alessandro Beti Rosa (São Paulo, 9 de abril de 1977), mais conhecido como Magrão, é um ex-futebolista brasileiro que atuava como goleiro.
Com 732 jogos disputados e 10 títulos conquistados pelo Sport (o que o torna recordista de ambos), é considerado por muitos como o maior ídolo da história do Leão da Ilha.

## Carreira

### Início
Teve um início de carreira complicado, passando por vários times brasileiros, mas, sem conseguir se firmar em nenhum deles, no período antes de chegar ao Sport, entre 1997 e 2004 passou por Nacional-SP, Atlético Paranaense, Portuguesa, Botafogo-SP, Rio Branco (três vezes), Ceará e Fortaleza.
Passou por dificuldades financeiras antes de chegar ao Sport, quando jogava no Rio Branco. No dia em que foi receber seu último salário, ele foi pago com três cheques pré-datados e Magrão não conseguiu receber. Ele e sua família estiveram muito mal financeiramente, até chegar a proposta do Leão.[carece de fontes?] O que poucos sabem é a origem do seu apelido; especula-se que seja devido ao seu porte físico.

### Sport

#### 2005
Contratado pelo Sport Club do Recife, foi Zé Teodoro quem trouxe Magrão para Pernambuco, do Rio Branco de Americana, São Paulo, em 2005. Os dois tinham trabalhado juntos no Fortaleza um ano antes. Veio para compor o elenco e assinou um contrato de apenas sete meses. Magrão se apresentou no dia 21 de abril de 2005 para disputar a Série B. Sua primeira partida pelo Sport foi contra o Guarani, pela 6ª rodada do Campeonato. Na sua 13ª partida consecutiva como titular, após levar uma pancada forte na cabeça e sangrar muito em campo, foi substituído e perdeu sua titularidade para Maizena. O arqueiro só voltaria a jogar pelo Sport no ano seguinte.

#### 2006
Magrão começou o ano de 2006 com a titularidade do Sport durante o Campeonato Pernambucano. Mas após uma sequência de más atuações, acabou perdendo a vaga para Gustavo. Só recuperou a posição na 15ª rodada do Campeonato Brasileiro da Série B, e após essa partida, não largou mais o gol rubro-negro até o fim do ano. Ao longo de 2006 foram, no total, 35 partidas pelo clube pernambucano.

#### 2007
No seu terceiro e melhor ano da carreira até então, o arqueiro começou a temporada sem ter a total confiança da torcida, mas com a titularidade do time pernambucano no Campeonato Pernambucano. Mesmo fazendo um bom campeonato, Magrão iniciou o Campeonato Brasileiro ainda contestado por boa parte da torcida. Logo no início do Brasileirão, acabou ficando internacionalmente conhecido por levar o milésimo gol do artilheiro Romário no Estádio de São Januário, em partida válida pela 2ª rodada. Após mais um jogo, dessa vez contra o Grêmio, Magrão perdeu a condição de titular para Cléber. No entanto, depois de algumas más atuações do seu companheiro de equipe, o goleiro recuperou a titularidade numa partida contra o Palmeiras, no Palestra Itália, pela 16ª rodada do Brasileirão. Chegou-se a especular que o milésimo gol de Romário, em cobrança de pênalti, mexeu com o arqueiro paulista, mas o fato é que, depois que voltou ao gol do Sport, Magrão tornou-se incontestável e absoluto debaixo das traves pernambucanas. No restante do Campeonato Brasileiro, o goleiro brilhou com ótimas atuações e defesas milagrosas, chegando até a ser elogiado pelo também arqueiro Rogério Ceni, que acabaria sendo eleito o craque do Brasileirão. Em 2007, foram 49 atuações pelo Leão da Ilha do Retiro.

#### 2008
Em 2008, Magrão continuou como titular absoluto das traves rubro-negras. Nesse ano, o time pernambucano conquistou o inédito título da Copa do Brasil com importantes atuações do goleiro. Com as grandes defesas, Magrão conseguiu um importante lugar no coração da torcida rubro-negra, e foi um dos mais ovacionados com o título, junto com o zagueiro Durval e o meia Romerito. Nas semifinais da competição, contra o Vasco da Gama, o Sport venceu o jogo de ida por 2–0 na Ilha do Retiro, mas perdeu em São Januário pelo mesmo placar. Após o empate no agregado e a disputa por pênaltis, Magrão foi um dos cobradores e converteu sua cobrança. O atacante Edmundo cobrou mal e foi o único a perder, e com isso o Sport avançou de fase. Já na final contra o Corinthians, Magrão teve boa atuação nos jogos de ida e volta, mesmo com o clube de Recife perdendo a partida fora de casa por 3–1, no Morumbi; na volta, o Leão venceu por 2–0 na Ilha do Retiro e faturou o título inédito da competição.
Destaque do time, Magrão esteve perto de deixar o Sport em julho, quando aceitou uma proposta do Rayo Vallecano. As negociações, no entanto, não se concretizaram, e o goleiro permaneceu no Leão.

#### 2009
Em 2009, com a ideia da diretoria do Sport de manter uma base para a disputa Libertadores daquele ano, Magrão continuou a vestir a camisa 1 do rubro-negro pernambucano. O goleiro teve destacada apresentação contra o Colo-Colo no primeiro jogo do time pela Libertadores, e o Palmeiras, na quarta rodada do mesmo torneio, e continuou passando segurança para a zaga do time, que foi a menos vazada do Campeonato Pernambucano.
No dia 9 de março, o goleiro garantiu seu futuro no time onde fez maior sucesso na carreira, renovando seu contrato até dezembro de 2012.
Magrão completou 200 jogos com a camisa do Sport no dia 7 de junho, numa vitória por 4–2 contra o Flamengo, válida pelo Campeonato Brasileiro. Ainda assim, apesar da regularidade na meta rubro-negra, não conseguiu impedir o rebaixamento do time para a segunda divisão.

#### 2010
O goleiro fez uma boa Série B em 2010, inclusive defendendo dois pênaltis durante a campanha frustrante do Sport naquele ano, sendo um dos poucos que continuaram de bem com a torcida rubro-negra. Ao final do Campeonato Brasileiro, o goleiro foi eleito o craque da Série B, por votação popular.

#### 2011
No dia 21 de janeiro de 2011, contra o Ypiranga, em jogo válido pela quarta rodada do Campeonato Pernambucano, o goleiro completou 300 jogos com a camisa do Sport. Teve atuação destacada na última partida da Série B, contra o Vila Nova no Serra Dourada, a que levou o Sport de volta à Primeira Divisão. Em um campo completamente encharcado, fez uma defesa de um chute à queima roupa com os pés, segurando a bola em cima da linha. Esse jogo também ficou marcado pela ótima presença da torcida; muitos, inclusive, viajaram para Goiânia para apoiar o time.

#### 2012
Em jogo válido pela 20.ª rodada do Campeonato Brasileiro, contra o Flamengo, Magrão completou 400 jogos com a camisa do Sport. Posteriormente o goleiro teve alguns problemas de lesão durante o ano, sendo substituído pelo jovem Saulo, que muitos imaginavam que poderia ser o futuro substituto do ídolo rubro-negro, mas acabou falhando em alguns jogos.

#### 2013
No dia 28 de agosto, no clássico contra o Náutico, em jogo válido pela Copa Sul-Americana, defendeu três pênaltis, classificando o Sport para a fase de oitavas-de-final da competição. No dia 6 de dezembro, renovou seu contrato até o final de 2014.

#### 2014
Em 9 de abril, Magrão completou mais um ano de vida (37 anos) e conquistou mais um título pelo Sport: a Copa do Nordeste. Juntamente com o zagueiro Durval, Magrão entrou no rol de grandes campeões da história do Leão. Pelo clube, somente os dois conquistaram títulos no âmbito estadual, nacional e regional.
Magrão completou 500 jogos pelo Sport no dia 21 de maio, contra o Cruzeiro, onde o rubro-negro perdeu de 2–0 pelo Campeonato Brasileiro.

#### 2015
Em 21 de abril, o goleiro completou exatos 10 anos defendendo o clube recifense.
No início do Campeonato Brasileiro, até então titular na meta do Sport, Magrão se machucou e ficou por quase dois meses afastado da equipe. Com a lesão e a boa fase de seu substituto, Danilo Fernandes, o goleiro teve que se acostumar em assistir as partidas no banco de reservas.
Magrão teve seu contrato renovado no dia 27 de novembro, estendendo o vínculo por mais um ano.

#### 2016
Em julho, o goleiro renovou seu contrato com o Sport por mais um ano. Com isso, o novo vínculo passou a ter duração até o fim de 2017.
No dia 24 de setembro, em partida válida pelo Brasileirão, Magrão alcançou a marca de 600 partidas com a camisa do Leão. O Sport bateu o Santos por 1–0 e o goleiro teve mais uma grande atuação.

#### 2017
No dia 2 de abril, em jogo contra o Campinense pela Copa do Nordeste, teve mais uma grande atuação: o goleiro defendeu um pênalti e levou o Sport à semifinal da competição. Já no dia 19 de abril, Magrão mais uma vez foi o herói da classificação na disputa por pênaltis contra o Joinville, pela Copa do Brasil, ao defender duas cobranças do time catarinense. Um dia depois da classificação na Arena Joinville, Magrão completou 12 anos de Sport.
Em 11 de maio, contra o Danubio, Magrão defendeu duas penalidades e levou o clube pernambucano à segunda fase da Copa Sul-Americana. O Sport venceu a disputa na marca da cal por 4–2, e avançou na competição. Contra o Flamengo, em jogo válido pelo Campeonato Brasileiro, Magrão teve uma noite memorável, com defesas incríveis. No fim do jogo, teve o nome gritado até mesmo pela torcida rival.
Magrão tornou-se o jogador com mais títulos pelo Sport ao conquistar o Campeonato Pernambucano de 2017, igualando a marca do ex-jogador Leonardo, ambos com nove conquistas pelo Leão.

#### 2018
No dia 15 de fevereiro, em partida válida pela segunda fase da Copa do Brasil, o Sport vencia o Ferroviário por 3–0, porém, nos últimos 15 minutos da partida, sofreu o empate. Na disputa por pênaltis, Magrão defendeu a cobrança do também veterano Mota, mas não evitou a eliminação do seu time na competição. Com mais um pênalti defendido, chegou a 31 defesas da marca da cal.

#### 2019
Em 21 de abril, na Ilha do Retiro, o Sport foi campeão pernambucano sobre o Náutico nos pênaltis, após perder por 2–1 de virada no tempo normal. No primeiro jogo da final, o Sport havia vencido por 1–0 nos Aflitos. Ao sagrar-se campeão pernambucano, desta vez no banco de reservas, Magrão chegou a marca de dez títulos e tornou-se o maior campeão pelo Sport, ultrapassando assim o ex-atacante Leonardo.

## Vida pessoal
Magrão tem cidadania italiana devido à origem do seu avô, que migrou para São Paulo no século XX. Em 2013, Magrão se filiou ao PSB a convite do então governador de Pernambuco, Eduardo Campos. O jogador visava uma candidatura a deputado federal por Pernambuco em 2014, o que acabou não acontecendo.
Magrão credita falta de oportunidades na Seleção Brasileira ao bairrismo, deixando de ser lembrado, inclusive, no auge de sua carreira, em 2008, quando o Sport conquistou o título da Copa do Brasil. O atleta declarou que, se atuasse em algum clube do eixo RJ-SP, ou até de MG e RS, já teria sido convocado por algum dos selecionadores que passaram pelo time canarinho ao longo dos anos de sua carreira.

## Homenagens
Ao longo de sua carreira, o ídolo do Leão recebeu diversas homenagens por parte de fãs, e honrarias oficiais, listando algumas por ordem cronológica:
- Magrão já recebeu o título de cidadão recifense (em 2012),[29] pernambucano (2013)[30] e olindense (2013), por seus grandes méritos e conquistas no clube de Pernambuco.
- Em 13 de maio de 2013, no dia em que o Sport completava 110 anos, um paredão foi erguido dentro de uma barra de futebol, contendo sete camisas alusivas aos grandes momentos vivenciados pelo arqueiro ao longo desta uma década de serviços prestados ao Leão. O monumento está localizado na área dos bares das arquibancadas sociais da Ilha do Retiro.[31]
- No dia 29 de agosto de 2013, um dia após o Sport eliminar o Náutico pela Copa Sul-Americana, um torcedor tatuou uma imagem de Magrão nas costas.[32]
- No dia 26 de abril de 2015, Magrão recebeu uma homenagem do Sport, o goleiro rubro-negro jogou na partida entre Sport e Salgueiro com a camisa número 10 em homenagem aos seus 10 anos de clube.[33]
- No dia 31 de maio de 2016, por ser um dos maiores atletas que o estado de Pernambuco já viu, o goleiro Magrão recebeu a honra de participar do Revezamento da Tocha dos Jogos Olímpicos de Verão de 2016.[34]

## Defesas de pênalti pelo Sport
Atualizadas até 31 de julho de 2025
| Número | Jogos                         | Data                    | Competição                      | Def. | Cobrador            | Ref.   |
| ------ | ----------------------------- | ----------------------- | ------------------------------- | ---- | ------------------- | ------ |
| 1      | Sport 1–2 São Paulo           | 28 de outubro de 2007   | Campeonato Brasileiro - Série A | 1    | Rogério Ceni        | [ 35 ] |
| 2      | Sport 2–1 Fluminense          | 25 de maio de 2008      | Campeonato Brasileiro - Série A | 1    | Dodô                | [ 36 ] |
| 3      | Santos 1–0 Sport              | 20 de julho de 2008     | Campeonato Brasileiro - Série A | 1    | Kléber Pereira      | [ 37 ] |
| 4      | Coritiba 3–0 Sport            | 10 de agosto de 2008    | Campeonato Brasileiro - Série A | 1    | Keirrison           | [ 38 ] |
| 5      | LDU 2–3 Sport                 | 29 de abril de 2009     | Copa Libertadores da América    | 1    | Edder Vaca          | [ 39 ] |
| 6      | Sport 1–0 Palmeiras           | 12 de maio de 2009      | Copa Libertadores da América    | 1    | Mozart              | [ 40 ] |
| 7      | Grêmio 3–3 Sport              | 4 de outubro de 2009    | Campeonato Brasileiro - Série A | 1    | Tcheco              | [ 41 ] |
| 8      | América-RN 0–5 Sport          | 5 de junho de 2010      | Campeonato Brasileiro - Série B | 1    | Saulo               | [ 42 ] |
| 9      | Sport 4–1 São Caetano         | 17 de agosto de 2010    | Campeonato Brasileiro - Série B | 1    | Eduardo             | [ 43 ] |
| 10     | Central 1–1 Sport             | 27 de fevereiro de 2011 | Campeonato Pernambucano         | 1    | Danilo Pitbull      | [ 44 ] |
| 11     | Central 2–3 Sport             | 27 de março de 2011     | Campeonato Pernambucano         | 1    | Waldson             | [ 45 ] |
| 12     | Porto 1–3 Sport               | 8 de abril de 2012      | Campeonato Pernambucano         | 1    | Joélson             | [ 46 ] |
| 13     | Paysandu 2–1 Sport            | 4 de abril de 2012      | Copa do Brasil                  | 1    | Yago Pikachu        | [ 47 ] |
| 14     | Sport 5–1 Belo Jardim         | 6 de abril de 2013      | Campeonato Pernambucano         | 1    | Muller              | [ 48 ] |
| 15     | Santa Cruz 1–0 Sport          | 5 de maio de 2013       | Campeonato Pernambucano         | 1    | Dênis Marques       | [ 49 ] |
| 16     | Náutico 2–0 Sport             | 28 de agosto de 2013    | Copa Sul-Americana              | 3    | Juan Manuel Olivera | [ 13 ] |
| 17     | Náutico 2–0 Sport             | 28 de agosto de 2013    | Copa Sul-Americana              | 3    | Tiago Real          | [ 13 ] |
| 18     | Náutico 2–0 Sport             | 28 de agosto de 2013    | Copa Sul-Americana              | 3    | Rogério             | [ 13 ] |
| 19     | Sport 1–0 Santa Cruz          | 13 de abril de 2014     | Campeonato Pernambucano         | 1    | Carlos Alberto      | [ 50 ] |
| 20     | Atlético Paranaense 0–1 Sport | 16 de novembro de 2014  | Campeonato Brasileiro - Série A | 1    | Cléo                | [ 51 ] |
| 21     | Fortaleza 1–0 Sport           | 25 de março de 2015     | Copa do Nordeste                | 1    | Lúcio Maranhão      | [ 52 ] |
| 22     | Sport 1–0 Fortaleza           | 29 de março de 2015     | Copa do Nordeste                | 1    | Corrêa              | [ 53 ] |
| 23     | Sport 2–0 Chapecoense         | 13 de maio de 2015      | Copa do Brasil                  | 1    | Bruno Rangel        | [ 54 ] |
| 24     | Campinense 1–0 Sport          | 17 de abril de 2016     | Copa do Nordeste                | 1    | Tiago Sala          | [ 55 ] |
| 25     | Sport 1–0 Vitória             | 16 de outubro de 2016   | Campeonato Brasileiro - Série A | 1    | Zé Love             | [ 56 ] |
| 26     | Sport 3–1 Campinense          | 2 de abril de 2017      | Copa do Nordeste                | 1    | Tiago Orobó         | [ 20 ] |
| 27     | Joinville 2–1 Sport           | 19 de abril de 2017     | Copa do Brasil                  | 2    | Danrlei             | [ 21 ] |
| 28     | Joinville 2–1 Sport           | 19 de abril de 2017     | Copa do Brasil                  | 2    | Fernandinho         | [ 21 ] |
| 29     | Danubio 3–0 Sport             | 11 de maio de 2017      | Copa Sul-Americana              | 2    | Gonzalo González    | [ 22 ] |
| 30     | Danubio 3–0 Sport             | 11 de maio de 2017      | Copa Sul-Americana              | 2    | Marcelo Tabárez     | [ 22 ] |
| 31     | Sport 3–3 Ferroviário         | 15 de fevereiro de 2018 | Copa do Brasil                  | 1    | Mota                | [ 24 ] |
| 32     | Palmeiras 2–3 Sport           | 26 de maio de 2018      | Campeonato Brasileiro - Série A | 1    | Keno                | [ 57 ] |
| 33     | Sport 0–0 Cruzeiro            | 8 de setembro de 2018   | Campeonato Brasileiro - Série A | 1    | Raniel              | [ 58 ] |

## Títulos
Ceará
- Campeonato Cearense: 2002

Fortaleza
- Campeonato Cearense: 2004

Sport
- Campeonato Pernambucano: 2006, 2007, 2008, 2009, 2010, 2014, 2017 e 2019
- Copa do Brasil: 2008
- Copa do Nordeste: 2014
- Taça Ariano Suassuna: 2015,[59] 2016, 2017 e 2018

### Prêmios individuais
- Melhor Goleiro do Campeonato Pernambucano: 2007, 2008, 2009, 2010, 2012 e 2014
- Seleção do Campeonato Pernambucano: 2007, 2008, 2009, 2010, 2012 e 2014
- Craque do Campeonato Brasileiro da Série B: 2010
- Seleção da Copa do Nordeste: 2014
- Defesa mais Bela do Ano (Prêmio Vilão do Ano) SporTV: 2016[60]